# Unser Land (Partei)
Unser Land - Le Parti Alsacien ist eine Regionalpartei im Elsass in Frankreich. Sie spricht sich für größere Autonomie für das Elsass aus. Die Partei ging aus der Elsässischen Volksunion, der Organisation Fer's Elsass und kleinerer Gruppen hervor. Die neue Partei wurde am 11. Februar 2010 offiziell gegründet.
Die Partei ist Mitglied der Vereinigung französischer Regionalparteien Fédération Régions et Peuples Solidaires und auf europäischer Ebene Mitglied der Europäischen Freien Allianz.

## Elsässische Volksunion
Die Elsässische Volksunion (Französisch: Union du Peuple Alsacien, UPA) wurde 1988 gegründet.
Bei der Europawahl 2009 ging die Partei mit den französischen Grünen und anderen Parteien eine Listenverbindung unter dem Namen Europe Écologie ein, der es gelang, drittstärkste Kraft in Frankreich zu werden und 14 Vertreter ins Europäische Parlament zu entsenden.

## Programm
In ihrem Parteiprogramm fordert Unser Land eine stärkere Dezentralisierung Frankreichs, die Schaffung einer regionalen Exekutive und eines regionalen Erziehungswesens unter eigener Schulverwaltung. Auf der Agenda stehen ferner die Stärkung lokaler Medien, die Gründung einer Europäischen Universität mit Sitz in Straßburg sowie die Bildung einer Verwaltungseinheit Straßburg-Kehl. Gefordert wurden zudem die Schließung des Kernkraftwerks Fessenheim und die Zusammenlegung der beiden Départments im Elsass: Bas-Rhin und Haut-Rhin.
Das Elsässische soll neben dem Französischen zur Amtssprache im Elsass werden und die gesamte Verwaltung soll zweisprachig werden. Als Vorbild werden hier Luxemburg (Deutsch/Französisch/Luxemburgisch) und die Schweiz (Deutsch/Französisch/Italienisch) gesehen.
Die Partei distanziert sich von rechtsextremen Bewegungen und explizit von Alsace d’abord. Diese hätten die elsässische Autonomiebewegung insgesamt diskreditiert.

## Wahlen
Die Partei trat bei den Regionalwahlen im März 2010 im Département Haut-Rhin gemeinsam mit Europe Écologie an. Bei der Parlamentswahl 2012 trat im Wahlkreis Bas-Rhin 7 mit Denis Lieb ein Kandidat der Partei an und erreichte in der ersten Runde 9,65 %. Bei den Departementswahlen 2015 erreichte die Partei ihre bisher besten Ergebnisse, mit bis zu 24,4 % im Kanton Saint-Louis, ohne jedoch in den zweiten Wahlgang einzuziehen.